# Östergötlands Nya Tidning
Östergötlands Nya Tidning var en dagstidning utgiven i Norrköping från den 18 november 1871 till 21 januari 1873.

## Redaktion
Utgivningsbevis för tidningen utfärdades för boktryckaren Carl Gustaf Johansson 31 oktober 1871. Redaktionsort för tidningen var Norrköping. Tidningen kom ut lördagar 18 november till 2 december 1871, därefter tre gånger i veckan tisdagar, torsdagar och lördagar till tidningens upphörande. Periodisk bilaga för tidningen hela utgivningstiden var "Bihang", med allmänt varierande innehåll, och oregelbundet utkommande.

## Tryckning
Tidningen trycktes i Bröderna Johanssons tryckeri med antikva och frakturstil som typsnitt. Tidningen hade 4 sidor i folio med 5 spalter i format 51,4 x 37,2 cm. 1871 kostade tidningen 75 öre, och 8 riksdaler för helåret 1872.